# BIA本部ビル占拠抗議
BIA本部ビル占拠抗議（1972年11月3日 - 11月7日）は、アメリカインディアンの権利団体「アメリカインディアン運動」（AIM）が、インディアン部族の生存権と条約遵守を訴えてワシントンD.C.の内務省インディアン事務局（BIA）の本部ビルを占拠し、合衆国に宣戦布告したもの。

## 概要
1950年代初頭から、アメリカ合衆国政府はインディアン諸部族の解消方針を強め、約10年間で100を超えるインディアン部族が連邦認定を取り消され、「絶滅」したことにされていた。合衆国が1956年に施行した「インディアン移住法」は、保留地から都市部へインディアンを放逐させるものであり、この法によって多くのインディアン部族はその共同体を破壊された。限界集落化されたインディアン部族に対し、合衆国は連邦条約で保証した権利一切を剥奪して、領土である保留地の保留を解消し、これを没収した。1960年代には、多くのインディアンたちが都市部のスラムに追いやられ、路頭に迷っていた。
この絶望的な状況の中、1968年にミネソタ州でスラム育ちの若いインディアンたちが結成したインディアン団体「アメリカインディアン運動（AIM）」は、一世代上のインディアン団体「アメリカインディアン国民会議」（NCAI）が手法とした合衆国議会でのロビー活動では、白人中心の社会の中でインディアン制度の改革を望めないとして、抗議占拠やデモ行進など直接的行動の手法を選んだ。
彼ら「AIM」の若いインディアンたちは、白人によるお仕着せを全否定し、伝統にのっとって髪を伸ばし、インディアンの装飾品を身につけ、「伝統派」と連携して宗教儀式に積極的に参加した。こうした彼らの白人社会からは過激とされる抗議行動は、黒人団体の公民権運動とも連携して、急激に抗議運動を全米規模に展開していった。

### 「破られた条約のための行進」
1972年春、合衆国議会でのロビー活動が不首尾に終わり、新たな抗議の手法を模索していた「AIM」は、「アメリカインディアン国民会議」（NCAI）メンバー、ボブ・バーネット（スー族）の提案した「破られた条約のための行進」の主催を採択した。ボブは「NCAI」の理事長や「ローズバッド・インディアン保留地」部族会議議長を歴任した人物で、マーチン・ルーサー・キング牧師とも連携してベトナム反戦デモにも参加していた。
この「破られた条約のための行進」は、アメリカ西海岸のシアトル、サンフランシスコ、ロサンゼルスの三都市から一斉にインディアンたちが自動車キャラバン隊を出発させ、途中のインディアン保留地を表敬訪問しながら参加者を募り、合衆国の中枢であるホワイトハウスのお膝元のワシントンD.C.までデモ行進し、内務省BIA（インディアン管理局）とインディアン条約の再確認を直接交渉するという一大計画だった。出発地と目的地でそれぞれ準備を行い、キャラバン隊は1972年10月3日に一斉出発した。この日取りは11月の合衆国大統領選挙にぶつける狙いで決められた。AIMはインディアンの宗教の復活を行動目標としていたので、太鼓を持参し、行く先々のインディアン保留地で「伝統派」の長老や呪い師と交流し、宗教儀式を重ねた。
三つのキャラバン隊はミネソタ州セントポールで合流し、「二十項目の声明文」をまとめた後、11月2日に合衆国首都ワシントンに到着した。ワシントンではボブ・バーネットとAIMのジョージ･ミッチェルらが宿泊場所を用意して、彼らの出迎え準備を整えていた。インディアンたちはBIA本部ビルで、内務省BIAと平和的に要求交渉を行う予定だった。ボブ・バーネットやAIMに協力して行進に参加したスー族の伝統派呪い師のレオナルド・クロウドッグは、アイラ・ヘイズの墓前での献花の儀式を予定していた。合衆国議員や役人を招いてパウワウを開き、和やかにインディアンの権利について話し合うつもりだった。
11月2日未明、4千人近くに膨れ上がり、長さ4マイル（約7㎞）に及ぶインディアンキャラバン隊の行進はワシントンに到着した。キャラバン隊はホワイトハウスまで踊りを踊って気勢を挙げた後、宿泊予定場所へ向かった。ところがBIAはAIMを「国家反逆のゴロツキ集団」と呼んで、「行進に一切協力するな」と官民の施設に通達を出していた。このBIAの通達によって、ボブとジョージが用意した宿泊場所はすべてキャンセルされてしまっていた。アイラ・ヘイズの墓参も、アーリントン墓地から「政治的であるから」として立ち入りを拒絶された。すべての予定が狂い、かろうじて宿泊所として見つけた聖ステファン教会は、ネズミやゴキブリが走り回るような廃墟だった。
この状況に彼らは不満を爆発させ、クライド・ベルコートの提案でBIA本部ビルで直談判を行うこととした。しかしBIAは彼らに門前払いを喰わせた。そうこうするうちに、本部ビルの表の通りはこの行進に賛同するインディアンたちで一杯になっていた。日中かけて折衝が続けられたが、BIAは態度を変えなかった。夜になり、行き場のないインディアン抗議団は、AIM女性メンバーのマーサ・グラスの「BIAビルはインディアンのための建物なのだから、ここに泊まってもいいはずた」との意見に全会一致で賛同し、BIA本部ビルを宿泊所に選んだ。彼らが押し掛けたBIA本部ビルの内装と設備の豪華さに、やがてインディアンたちの怒りは頂点に達し、実力行使の機運が高まった。

### 「BIA本部ビル占拠」
彼らは「二十項目の声明文」を報道陣に公表したが、無視された。デニス・バンクスが「AIMは非暴力組織だが、この苦境を打破するにはワッツ暴動のようなきっかけが必要だ」と発言し、ラッセル・ミーンズが「マスコミにはアピールが必要だ」と答えた。ちょうどそのころ、州警察の機動隊が到着し、インディアンたちの強制排除を始めた。完全装備の機動隊はインディアンたちを警棒で殴りつけ、BIAビル表玄関はたちまち流血の大乱闘となった。警官隊がガス弾を用意してビルに突入してきたため、インディアンたちは慌ててビルの入り口をすべて封鎖し、女子供を二階に避難させた。こうしてAIMによる「破られた条約のための行進」は、「BIA本部ビル占拠」という実力行使に発展した。
BIA本部ビルに立てこもった数百人のインディアンたちは、入口をバリケード封鎖し、デニス･バンクスによって、「合衆国側から交渉要求の返答があるまで占拠を続ける」との宣言が行われた。これに対する合衆国政府の返答は、あくまで本部ビルからの退去要求のみで、交渉要求は断固拒絶した。男も女も「死ぬには良い日だ」を合言葉に、建物にあったハサミやゴルフクラブ、机の脚まで手当たり次第に備品を集めて手製の武器を作り、武装した。クロウドッグは太鼓を叩いて彼らを勇気づけた。
黒人団体や宗教者団体が食料支援を行い、また各州から続々とインディアン運動家が占拠に加わった。FM局「WBAI」のインディアン運動家、デューク・レイとスーザン・ショーン・ハルジョ夫妻が取材のためにカメラと録音機材を持って占拠ビルを訪問。以後、占拠者にインタビューし、その肉声を全米に報道し始めた。ソーク&フォックス族の技師が、40,000ボルトの電流を非常階段に流す仕掛けを作り、「これで外部侵入者から我々は安全になった」と誇らしげに見せたので、スーザンが「じゃあ私たちが逃げ出す時のことは打ち合わせてあるの？」と聞くと、この技師はすぐに仕掛けを片づけた。
11月3日、AIMインディアンたちは、BIA本部ビル玄関に「アメリカインディアン大使館」との大看板を掲げ、入口を若者たちが警備した。ビルの正面の庭にティーピーを建て、国旗ポールに星条旗を逆さまにして揚げた。ビルの4階には、「イロコイ連邦大使館」が開設され、オレン・リヨンズ酋長がイロコイ代表団の一人として調整役となった。
10時になると報道陣が殺到し、ラッセル・ミーンズ、クライド・ベルコート、ヴァーノン・ベルコートが記者会見をし、会見は全米に流れた。報道陣の「インディアンは女子供が危険に晒されても平気なのか？」との質問に、彼らはこう答えた。「インディアンの女子供はもう数百年の間、危険に晒されている！」
ラッセル･ミーンズはスポークスマンとして、一階玄関階段で記者会見を随時開いた。ラッセルは話すときにハリウッド西部劇に出てくるステレオタイプな指言葉（手話）と、アーサー・マレーのダンスを身ぶりに加えて見せた。（ラッセルはAIMに加わる前にマレーの教室で働いていたことがある）
BIA局長のルイス・ブルース（スー族・モホーク族）も、立場を捨ててインディアン側に賛同意見を表明し、占拠に参加した。ビルの正面に警官隊が完全武装で集結し、向かいのビルの屋上には狙撃隊が並ぶなか、ビル内ではクロウドッグの祝福の儀式を受けた男たちが伝統的な戦化粧をし、「死の歌」（辞世の歌）を歌って決死の覚悟を決めた。彼らの支援のために、人種を問わず続々と支援者が「インディアン大使館」となったBIAビルを表敬訪問した。一方、デニス･バンクスらはBIAの資料室で、BIAのインディアン予算の不正横領、各保留地の部族会議議長との癒着を示す内部資料を発見し、これを押収した。
政府側からの最初の接触は、内務省下院予算小委員会議長のジュリア・ハンセンからの呼び出しで、ハンク･アダムスがこれに応じた。ハンクは、ハンセン議長が「そろそろ誰かがそこに行って、その忌々しい場所から引き剥がさないとね」と述べたとスーザンに語っている。

### 「二十カ条の声明文」
AIMは、「破られた条約のための行進」の途中でまとめた「二十カ条の声明文」を、改めて報道陣に公開し、合衆国につきつけた。この声明は以下のようなものであり、この20項目はそのままAIMの基本綱領となっている。
1. 1871年に連邦議会で打ち切られた、インディアン部族との条約締結の復活
2. インディアン部族が新しく条約を締結するための権限の設立
3. インディアンの主導者たちの連邦議会での発言権
4. インディアン条約の責務と違反の再調査
5. 未批准のインディアン条約を上院に送る
6. すべてのインディアンを条約関係に置くこと
7. 条約違反下にあるインディアン国家の救済
8. 条約によるインディアンの権利認識
9. インディアンとの関係の再建に関して連邦とインディアン国家間の共同議会の設立
10. アメリカ合衆国下のインディアン以外も含むすべての先住民国家への、45万㎢の土地の返還
11. 権利を打ち切られたインディアン部族の再建
12. インディアン以外も含む先住民国家の州による管轄権の撤廃
13. インディアンへの犯罪に対する、連邦政府によるインディアンの保護
14. 「BIA」（インディアン管理局）の廃止
15. 連邦政府とインディアン部族との新しい事務所の設立
16. 新しい事務所による、米国とインディアン以外も含む先住民国家との間の憲法に規定する関係の修復。
17. 先住民国家を、連邦の商取引、収税、貿易の制限外に置く（これは本来のインディアン条約の規定である）
18. インディアンの宗教の自由と文化の保護
19. インディアン国家内での議決権の確立、連邦政府の支配からのインディアン国家の脱却
20. すべてのインディアンの人々のための健康、住宅、雇用、経済発展と教育の再構築

### 合衆国への宣戦布告
11月4日未明、AIM議長クライド・ベルコートは合衆国に対して宣戦布告した。女子供の建物外への避難退去が検討され、男たちは死を覚悟した。
この日、合衆国から連邦保安官長官のウェイン・コルバーンが派遣され、本日中の退去を求め、最後通牒を突き付けてきた。連邦保安官はこの日、さらに内務省長官ロジャース・モルトンの、「BIA本部ビル占拠者は保留地のインディアンの多数派ではなく、過激派の集団である」との声明文を渡し、「合衆国は一切の交渉を拒否する」と通告した。
彼らの占拠は様々な支援者を生んだが、これを政治的に利用しようとする者もいた。この日、「聖書長老教会」のカール・マッキンタイアと信者の一団が占拠地前で行進を行い、「我が友人インディアンよ、ベトナム戦争を支援しよう」と叫び、「モルトン辞めろ」の大合唱を行って内務省とインディアン両者を唖然とさせた。
この日、ついにホワイトハウスから呼び出しがかかった。リチャード・ニクソン大統領側近でマイノリティー担当のレオナルド・ガーメントが会見を申し入れてきたのである。しかし彼らはデニスやクライドらAIMではなく、AIMではない「アメリカインディアン国民会議」メンバーの、「穏健派」のボブ･バーネットを会見相手に指名してきた。
また同じころ、もうひとりのニクソンの側近ブラッド・パターソンと、AIMのジョージ・ミッチェル、アニタ・コリンズ、ハンク・アダムスとの会談が行われた。両会談とも不調に終わり、占拠がもう長くは続けられないことと、押収書類の重要性が再確認された。コピー用紙が尽きたので、ラッセルやデニスは、コピーともどもオリジナルのBIA内部文書を見つからないようごっそりと運搬車両に運び込んだ。
11月5日、AIMはニクソン大統領と最高顧問のジョン・アーリックマンとの会見を要求したが、彼らはこれを拒絶した。事態は膠着状態となった。スーザン・ショーン・ハルジョが占拠解除後にアーリックマンにインタビューしているが、彼によるとニクソン大統領が発した言葉は「その忌々しいインディアンたちを町から追い出すように」の一言だけだった。
11月6日、裁判所が退去命令を出し、期限を午後6時とした。インディアンと警官隊の双者睨みあいの中、いよいよ流血の機運が高まり、AIMではビル爆破やむなしとの声も出たが、クライドやデニスは反対した。2階部分にガソリンや可燃物を配置したものがおり、緊張感は高まった。ラッセル・ミーンズは「死ぬには良い日だ」と叫んで火炎瓶を手にしたが、オレン・リヨンズは彼に「それは出来ない。あなたが人を殺せば、あなたが伝えたいことはすべて台無しになる。これは戦争じゃなく、闘争なんです」と強い口調で説得しやめさせた。一方、大統領選挙を翌日に控えた合衆国は強制排除を二日間延長した。

### 占拠の解除
11月7日、ニクソン大統領の再選が決まった。合衆国側はレオナルド・ガーメントとフレッド・カールッチアメリカ合衆国行政管理予算局長官、内務省長官ロジャー・モルトンの三人のトップ官僚をBIAビルに派遣し、AIMとの直接会談が行われた。AIMは「20項目の要求」について、ガーメントとカールリッチによるタスクフォースを組み、インディアン絶滅政策を撤回し、連邦の傀儡である「部族政府」以外のインディアンの代表たちをタスクフォースに加えるよう申し入れた。AIMはインディアンに対する差別への不満をぶちまけ、合衆国トップ官僚は吊るし上げの体だった。女性メンバーのマーサ・グラスはモルトン内務省長官に猛抗議を行い、中指を突きつけた。
最終的にガーメントらは「AIMの要求を検討し、インディアン側の誰も訴追しない」と約束し、8日までに占拠を解くことを条件に両者に協定が結ばれた。AIMは「破られた条約のための行進」参加者の帰途費用として6万4千ドルを請求し、合衆国側は大統領選挙予算からこれを拠出した。
11月8日、AIMはBIA本部ビルの占拠を解き、ワシントンD.C.から引き上げた。この際、デニスとラッセルは先だって押収したBIAの内部文書をすべて持ち出していた。占拠者に死者が出なかったのは奇跡に近かった。ラッセル･ミーンズはこう述べた。「我々は巨大な狼煙を上げたのだ」

## AIM対合衆国
占拠解除後、合衆国はAIMとの協定を反故にし、タスクフォースも設立されることはなく、「20カ条の要求」も放置された。ことに内務省はAIMがBIAの内部文書を持ちだし、これを公表して、連邦のインディアン予算の不法流用、部族会議との癒着を暴いたことに激怒した。合衆国は部族会議の代表をワシントンに集め、政府の肝煎りで彼らに「この占拠はインディアン部族の大多数の本意ではない」と表明させた。
合衆国はAIMを「国家反逆のごろつき、共産主義者の暴力集団」とするネガティブ・キャンペーンを始めた。AIMが共闘したスー族の伝統派がいるサウスダコタ州のリチャード・ネイプ知事は「AIMは一人残らず刑務所に入れるか墓に送り込む」と公言。AIMの次の直接抗議は「全米一人種差別の強い」サウスダコタ州での、「ウーンデッド･ニー占拠抗議」へと続いた。この占拠抗議は、合衆国が軍まで動員した一大武力闘争となって全世界の注目を集めることとなった。
ニクソン大統領は再選後、1961年に条約を破棄され、保留地を没収され「絶滅部族」となったメノミニー族の再認定要求にさらされた。1973年12月22日、ニクソンはメノミニー族の連邦再認定に署名し、「インディアン部族である」と認めた。AIMの「20カ条」は棚上げされたが、以後、合衆国政府は全米各地のインディアン部族による条約要求をもう無視できなくなった。

## 占拠支援者
- インディアン
  - 「アメリカインディアンのために機会を」（americans for indian opportunity）」のラドンナ・ハリス代表
  - サンテ・スー族のジョン・トルーデル
  - カナダ・ソートー族
  - イロコイ連邦のオレン・リヨンズ代表
  - スーザン・ショーン・ハルジョ
  - 「カナダのインディアン全国友好団」（The National Indian Brotherhood of Canada）
  - 「アメリカ先住民権利基金」
  - 「全米インディアン若者会議」
  - 「アメリカインディアン国民会議」
  - 「インディアンの労働国民会議」（National Council on Indian Work）
  - 「全米インディアン指導者訓練所」（National Indian Leadership Training）
  - 「アルコールと薬物濫用におけるアメリカインディアン委員会」（American Indian Committee on Alcohol and Drug Abuse）
  - 「先住アメリカ人女性の戦う会議」（Native American Women’s Action Council）
  - 「アメリカ先住民連合」（United Native Americans）
  - 「全米ルター派インディアン会議」（National Indian Lutheran Board）
  - 「インディアンによる教育会議の連合」（Coalition of Indian-Controlled School Boards）
- インディアン以外の支援者
  - ストークリー・カーマイケル
  - マリオン・バリー
  - ブラック・パンサー党
  - ベンジャミン・スポック
  - ウェイビー・グレービー
  - リチャード・アードス

他多数

## 実録書
- 『Behind the Trail of Broken Treaties: An Indian Declaration of Independence』（Univ of Texas Pr、1985年）

ヴァイン・デロリア・ジュニアによる「BIA本部ビル占拠抗議」での、インディアン占拠団と連邦政府との交渉内容、やり取りを記録した実録。